# História de Limerick

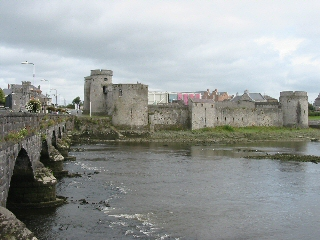
King Jonh's Castle, construído no século XIII

Limerick é uma cidade irlandesa e a sua história remonta ao tempo da sua fundação pelos viquingues no ano de 812 na King's Island (ou Ilha do Rei, uma ilha no rio Shannon).
Em 1197 a cidade recebeu o foral e, sob as ordens do Rei João, foi construído um castelo, fornecendo, juntamente com as muralhas construídas aquando da sua formação, uma protecção adicional à povoação. Apesar de tudo a cidade foi cercado três vezes no século XVII, que culminou com a assinatura do Tratado de Limerick. A maior parte da cidade foi construída durante a próspera época georgiana, que acabou abrutamente com o Ato de União em 1800. A depressão durou dois séculos, altura em que ocorreram a grande fome irlandesa entre 1845 e 1849, a guerra de independência entre 1919 e 1921 e o período de Emergência da Segunda Guerra Mundial, até à explosão económica na década de noventa, que durou até à crise económica de 2008. Atualmente a cidade tem uma população multicultural em crescimento.

## Viquingues

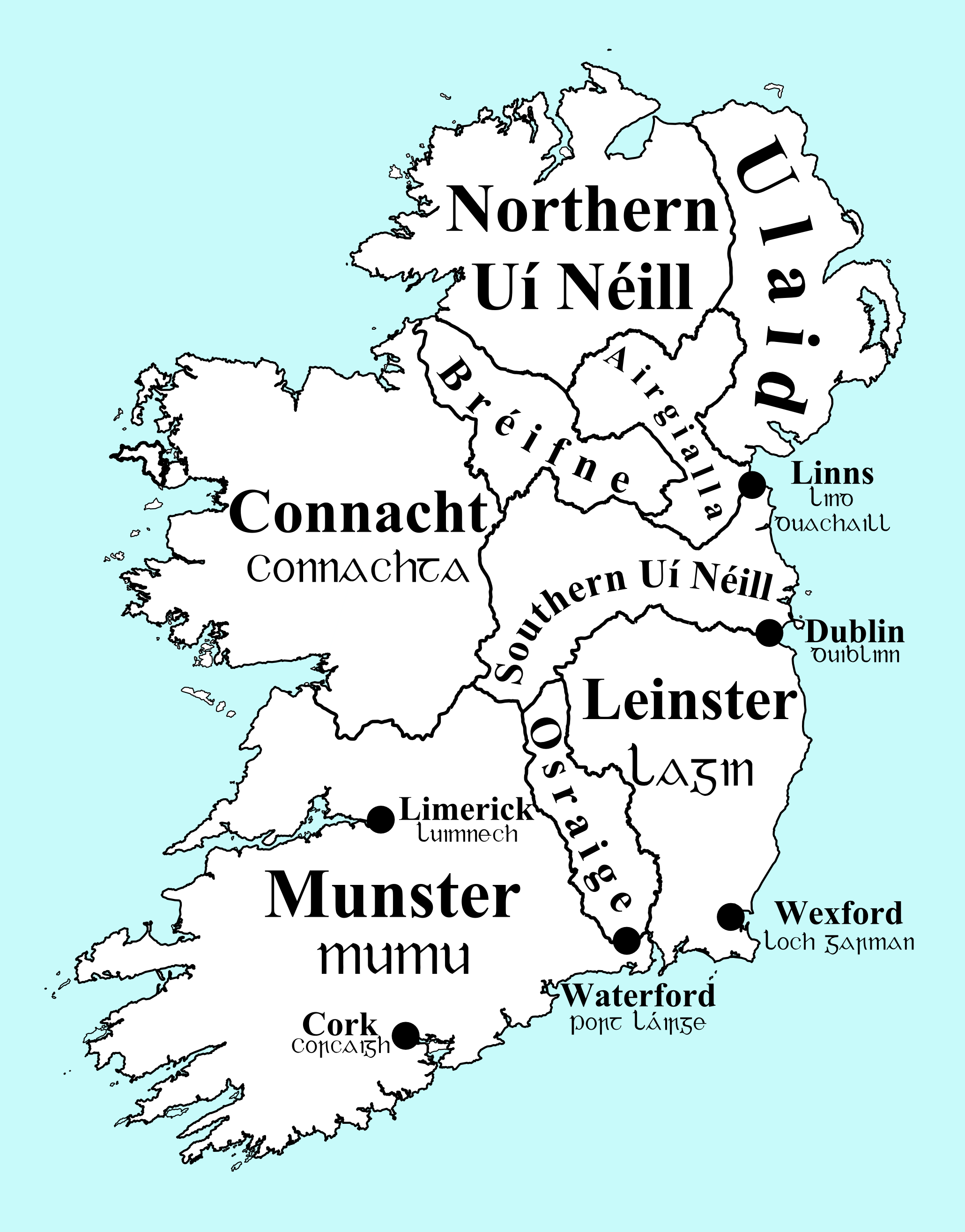
Mapa da Irlanda, cerca de 900, ilustrando os reinos e principais cidades da época

O registo mais antigo de viquingues em Limerick é datado de 845, relatado nos Anais de Ulster. Há vários relatos intermitentes de viquingues na região, durante o resto do século IX. Apenas no ano de 922, se estabeleceram permanentemente no local onde está situada agora a cidade de Limerick.